# Xenotimos
Xenotimos (altgriechisch Ξενότιμος) war ein antiker griechischer Töpfer aus Athen, dessen Werk in die Zeit zwischen 430 und 420 v. Chr. datiert wird.
Xenotimos ist heute allein von einer Signatur auf einer in Sorrent gefundenen fußlosen Schale bekannt, die im Tondo Peirithoos sowie auf den Außenseiten die Geburt der Helena zeigt. Die Schale befindet sich in der Sammlung des Museum of Fine Arts, Boston. Weitere Werke können ihm bislang nicht zugewiesen werden. Nach Xenotimos wurde der Xenotimos-Maler benannt.